# Progalesaurus lootsbergensis
Progalesaurus lootsbergensis és una espècie extinta de cinodont que visqué durant el Triàsic inferior en allò que avui en dia és Sud-àfrica. És l'única espècie reconeguda del gènere Progalesaurus. Se n'han trobat restes fòssils a la província del Cap Oriental. Era un animal quadrúpede i cobert de pèl. El crani de l'holotip feia 9,35 cm de llargada.